# Dayuan

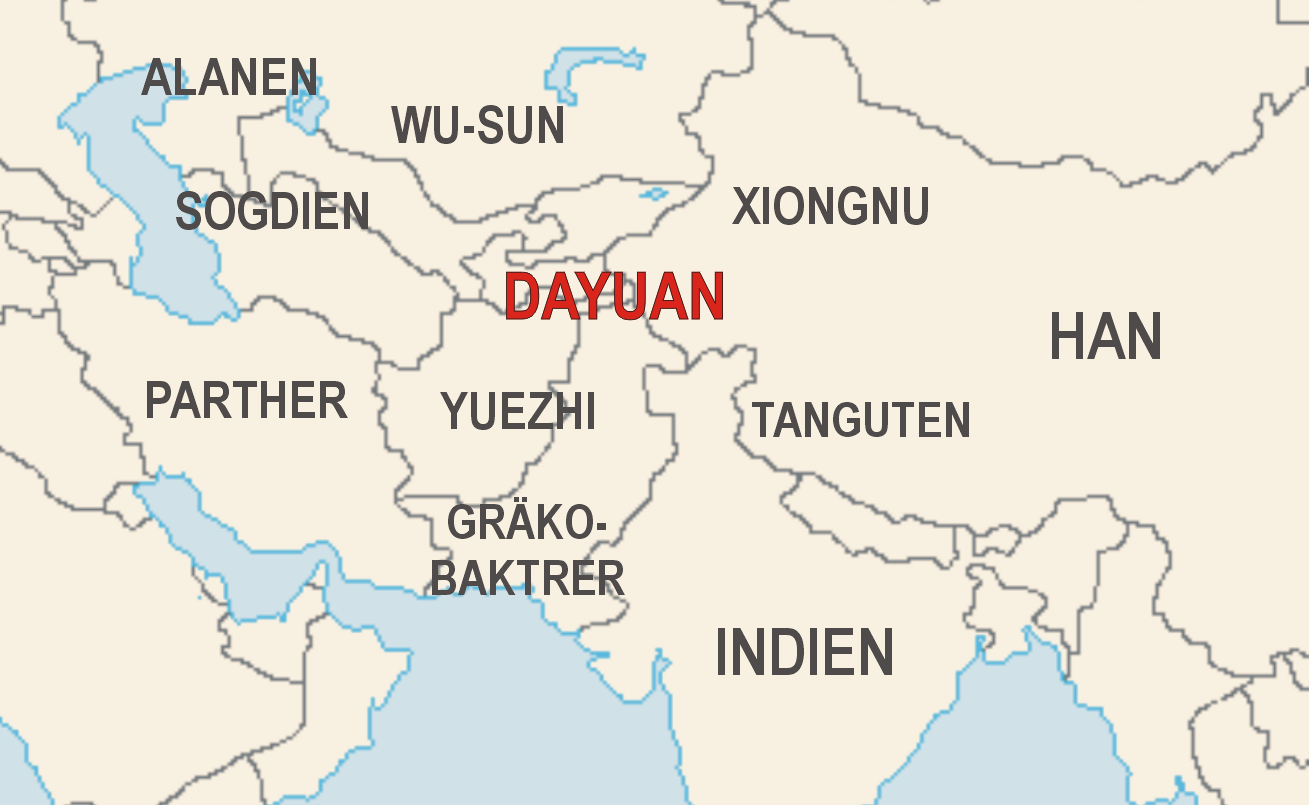
Lage der Dayuan (im Ferghanatal) und der Nachbarn

Dayuan in chinesischer Schrift

Dayuan (chinesisch 大宛, Pinyin Dàyuān, wörtlich: Groß Yuan), auch Da Yuan, Ta Yüan, Davan, ist der chinesische Name für ein Königreich in Zentralasien. Historische Berichte darüber finden sich nur in chinesischen Quellen, insbesondere im Shiji des Sima Qian und im Han Shu des Ban Biao (und seiner Nachkommen). Die moderne Forschung verortet es übereinstimmend im Ferghanatal. Das Kaiserreich China griff unter den Kaisern der Han-Dynastie erstmals nach Westen hin aus und kam so in Kontakt zu den Völkern Zentralasiens, in das es seine Einflusssphäre ausweitete. Auf diese Epoche gehen die heute unter dem Schlagwort Seidenstraße beschriebenen Handelsnetze zurück. Vorher lag die Region am äußersten östlichen Ende des Achämenidenreichs und seiner hellenistischen Nachfolgestaaten.
Möglicherweise entspricht Dayuan dem in den Geschichtswerken des Plinius und Pomponius Mela erwähnten Volk der Parianer, die nördlich der Sogdier und Baktrier am Oberlauf des Flusses Jaxartes (heute Syrdarja) gelebt hätten. Diese Gleichsetzung ist aber spekulativ.

## Der Bericht des Zhang Qian
Alle frühen Berichte über Dayuan gehen auf den Bericht des Zhang Qian (gestorben 114 v. Chr.), eines chinesischen Diplomaten und Entdeckers zur Zeit des Kaisers Han Wudi (regierend von 141 bis 87 v. Chr.), zurück. Der Bericht selbst ist verloren, gilt aber als wesentliche Quelle der nachfolgenden, im Umfeld des Hofes verfassten Geschichtswerke.
Zu dieser Zeit war der wichtigste Feind des chinesischen Reichs die Nomadenkonföderation der Xiongnu. Diese überfielen China regelmäßig und besiegten einige gegen sie ausgesandte chinesische Armeen, China konnte sich Frieden nur über (kaum verbrämte) Tributzahlungen erkaufen. Durch Überläufer aus den Reihen der Xiongnu wussten die Kaiser, dass die Xiongnu einige Zeit zuvor eine andere Nomadenkonföderation, die Yuezhi entscheidend besiegt und zur Abwanderung nach Westen gezwungen hatte (ein kleiner Teil war nach Süden ausgewichen, weshalb der verbliebene Stammesverband von da an meist als Da Yuezhi, also die „großen“ Yuezhi, bezeichnet wurde). Zhang Qian sollte nun (139 oder 138 v. Chr.) die Yuezhi suchen und ihnen ein Bündnis mit China gegen die Xiongnu vorschlagen. Dazu musste er von Gansu aus die Einflusssphäre der Xiongnu durchqueren, wo seine Delegation prompt von diesen überfallen und er selbst verschleppt und vor deren Herrscher, den Chanyu, gebracht wurde. Er wurde zehn Jahre festgehalten, aber gut behandelt, er heiratete sogar eine Frau der Xiongnu. Da nach der langen Zeit die Wachsamkeit nachließ und die Xiongnu durch Nachfolgekämpfe beschäftigt waren, konnte er mit Teilen seiner Delegation heimlich die Reise nach Norden fortsetzen, wo er nach 20 oder 30 Tagen zuerst das Königreich Dayuan erreichte. Dort erfuhr er, dass die Yuezhi hier vor einiger Zeit durchgezogen seien, aber heute weiter im Westen (in Daxia, in westlichen Quellen Baktrien genannt) lebten. Er folgte diesen, musste aber erfahren, dass sie an einem Bündnis mit China kein Interesse hatten. Nach 13 Jahren erreichte er mit einem einzigen Begleiter von ursprünglich mehr als 100 wieder China. Der chinesische Hof erlangte dadurch erstmals Kenntnis von Dayuan und den anderen Ländern jenseits der Gebirgspässe Yumenguan und Yangguan, die den Gansu-Korridor begrenzen. Nachdem es den Han gelungen war, die Xiongnu aus diesem Gebiet zu vertreiben, betrieben die Kaiser eine Expansionspolitik nach Westen. Das Gebiet wurde nun die „westlichen Gebiete“ (Xiyu) ,genannt, Dayuan war ein Teil davon.
Der Bericht findet sich im 123. Kapitel des Shiji, das „Bericht über Dayuan“ überschrieben ist (obwohl auch zahlreiche andere Länder behandelt werden).
Dayuan liegt südwestlich des Territoriums der Xiongnu, etwa 10.000 Li westlich von China. Seine Bewohner sind seßhaft, sie bauen Reis und Weizen auf ihren Äckern an. Sie machen Wein aus Weintrauben. Die Region besitzt viel prächtige Pferde, die Blut schwitzen, ihre Vorfahren sollen von den himmlischen Pferden abstammen. Die Bewohner leben in festen Häusern inmitten befestigter Städte, es gibt etwa 70 oder etwas mehr Städte verschiedener Größe in der Region. Die Bevölkerung umfasst einige Hunderttausend. Sie kämpfen mit Bögen und Speeren und können von Pferderücken aus Pfeile verschießen. Dayuan grenzt im Norden an Kangju, im Westen an das Königreich der Groß-Yuezhi, im Südosten an Daxia (Baktrien), im Nordosten an das Land der Wusun und im Osten an Yumi und Yutian (Khotan).
Eine spätere Passage lautet
Die Gebiete um Dayuan machen Wein aus Weintrauben, die wohlhabenderen Einwohner speichern 10.000 Picul oder mehr davon. Er kann zwanzig oder dreißig Jahre lang aufbewahrt werden, ohne zu verderben. Die Leute mögen ihren Wein und ihre Pferde mögen ihre Luzerne. Die Botschafter der Han brachten Weinstöcke und Luzernesamen nach China, wo der Kaiser ihren Anbau in Gebieten mit guten Böden versuchte. Später, als die Han größere Zahlen der „himmlischen Pferde“ erworben hatten und die Gesandtschaften ferner Länder mit ihrem Gefolge eintrafen, waren die Ländereien um die Sommerpaläste mit Weinstöcken und Luzerne bepflanzt, soweit das Auge blicken konnte. Obwohl die Bewohner von Dayuan bis Anxi (vermutlich der chinesische Name für das Partherreich)  verschiedene Sprachen sprechen, sind ihre Sitten und Gebräuche ähnlich und sie können sich gegenseitig verstehen. Ihre Männer haben tiefsitzende Augen und markante Bärte und Schnurrbärte. Sie sind geschickte Händler und feilschen auch um Kleingeld. Frauen werden hoch respektiert und Männer treffen ihre Entscheidungen nach dem Rat der Frauen.

## Krieg zwischen China und Dayuan

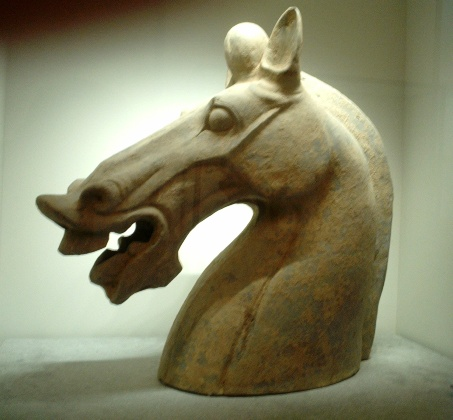
Abbildung eines Pferdes, späte Han-Dynastie, 1.–2. Jahrhundert

Kaiser Wudi war nach dem Bericht im Shiji und im Han Shu besonders interessiert an den „himmlischen Pferden“ von Dayuan. Zum Kampf gegen die Reiternomaden der Xiongnu hatte China eine sehr große Kavallerie aufgestellt und in großem Stil mit der Pferdezucht begonnen, so dass gute Pferde zur Verbesserung der Zuchtlinien sehr begehrt waren. Nachdem ihn Berichte erreicht hatten, dass die Dayuan große Mengen Pferde in ihrer Hauptstadt Ershi zusammengetrieben hatten, aber nicht mit den Chinesen handeln wollten, da inzwischen genug chinesische Güter ihr Land erreicht hatten, sandte er eine Delegation zu Wugua, König von Dayuan, die 1.000 Goldstücke und ein aus Gold gemachtes Pferd als Geschenke, im Austausch für die Pferde, mitführten. Doch die Adligen von Dayuan töteten die Gesandten bei der Stadt Yucheng und behielten das Gold für sich (das Goldpferd hatten die durch die Zurückweisung empörten Botschafter vorher selbst zerschlagen). Nach dem Bericht des Sima Qian im Shiji fühlten sie sich sicher, da China weit entfernt sei und die Chinesen bei Reisen durch die Salzwüsten des Gansu-Korridors immer zahlreiche Männer verloren hätten, so dass sie keine Rache wagen würden. Der erboste Kaiser Wudi ernannte nun den Adligen General Li Guangli, nun der Ershi General genannt, für einen Feldzug. Andere Botschafter hatten ihm vorher versichert, dass Dayuan schwach sei, so dass eine Armee von 3.000 mit Armbrüsten bewaffneten Soldaten ausreichend sei, das Land zu erobern.
Die Armee von General Li hatte auf dem Weg unter enormen Nachschubproblemen zu leiden. Die Bewohner des Landes verschanzten sich in ihren Städten und weigerten sich, die chinesische Armee zu versorgen. Als er Yucheng in Dayuan erreichte, hatte er schon die meisten seiner Männer verloren. Bei einem Sturmangriff auf die Stadt erlitt er eine schwere Niederlage und zog sich anschließend in Richtung China zurück, da ein weiterer Angriff auf Ershi aussichtslos sei. Am Ende hatte er in einem zweijährigen Feldzug acht bis neun Zehntel seiner Soldaten verloren.
Der Kaiser war erbost und fürchtete nach Sima Qians Bericht, dass das Ansehen Chinas bei den anderen Völkern der westlichen Gebiete stark leiden würde, wenn es ihm nicht einmal gelinge, ein kleines Land wie Dayuan zu besiegen. Er verbot daher dem General und seinen Männern bei Todesstrafe, nach China zurückzukehren. Am Ende des Jahres sandte er 60.000 frische Soldaten zur Armee, die bei Dunhuang lagerte. Diesmal rüstete er die Truppen mit einem Geleitzug aus Tausenden Ochsengespannen, Packpferden und Maultieren aus, die Proviant transportierten. Mit einer Truppe von 30.000 Mann erreichte General Lis Armee Ershi, die Hauptstadt von Dayuan. Die Stadt Yucheng hatte er diesmal umgangen, um schneller angreifen zu können.
Bei der Belagerung von Ershi ließ General Li den Fluss, der die Stadt mit Wasser versorgte, durch mitgeführte Wasserbauingenieure umleiten, um die Verteidiger zur Übergabe zu zwingen. Nach vierzig Tagen gelang es der Truppe, die äußeren Wälle zu überwinden, die Verteidiger zogen sich in die innere Stadt (die Zitadelle) zurück. Um die Belagerer loszuwerden, töteten die Adligen von Ershi nun ihren König und sandten seinen Kopf zu General Li. Da es der König gewesen sei, der China beleidigt habe, hätte er nun Revanche genug. Außerdem seien Verstärkungen aus Kangju schon auf dem Weg, um die Stadt zu entsetzen. General Li akzeptierte das Angebot, da er den Erfolg der Belagerung als ungewiss ansah. Die Chinesen erhielten zwanzig bis dreißig Zuchtpferde höchster Qualität und außerdem 3000 weniger wertvolle Pferde als Tribut. Er akzeptierte den Adligen Micai als neuen, china-freundlichen König von Dayuan und zog sich anschließend zurück nach China.
Zwischenzeitlich hatte ein Unterführer der Armee, Wang Shencheng, versucht, die Stadt Yucheng mit einer kleinen Truppe einzunehmen, um den Nachschub der Hauptarmee zu sichern, und war geschlagen worden. General Li ließ nun auf dem Rückweg deshalb die Stadt angreifen und erobern. Der Anführer (auch er als „König“ bezeichnet), flüchtete zu den Kangju, die ihn aber auslieferten. Der König wurde getötet, angeblich durch Unterführer ohne Wissen des Generals.
Nachdem die Chinesen abgezogen waren, töteten die Bewohner von Dayuan den ihnen aufgezwungenen china-freundlichen König und setzten einen Bruder des alten Königs als Herrscher ein. Der König sandte von da an Gesandte mit Tribut an den chinesischen Hof, die auch akzeptiert wurden. Nach dem Bericht im Han Shu sandten die Könige von Dayuan einen jährlichen Tribut von zwei „himmlischen“ Pferden an den chinesischen Hof.

### Die „himmlischen“ Pferde von Dayuan
Die Pferde, die Kaiser Wudi so begeisterten, sind anhand der Beschreibung schwer modernen Pferden zuzuweisen. Es wurde spekuliert, sie seien ausgestorben. Im späteren Geschichtswerk Jin Shu werden sie im Zusammenhang der Tribute von Dayuan für Fu Jian beschrieben als „Pferde, die am Tage Tausend Li laufen können, die Blut schwitzen, eine rote Mähne haben, von fünf Farben sind, sie haben die Brust eines Phönix und den Körper eines Einhorns.“ Moderne genetische Analysen von aDNA aus Pferden, die in Gräbern nahe der Ortschaft Shihuyao (im Gebirge südlich des  Dsungarischen Beckens) gefunden wurden, legen nahe, dass es sich um die Vorfahren der modernen Pferderasse des Achal-Tekkiners gehandelt hat.
Die auffällige Eigenschaft des Schwitzens von Blut könnte auf eine Hauterkrankung durch Nematoden (die Parafilariose) zurückgehen.

## Der Bericht im Han Shu
Der Bericht im später verfassten Han Shu stimmt in großen Passagen wortwörtlich mit dem Bericht im Shiji überein, so dass angenommen wird, dass die Verfasser ihn auf dessen Grundlage geschrieben haben. Sie haben aber Einzelheiten hinzugefügt, die auf neuen Berichten beruhten und im Shiji nicht enthalten sind. Der Bericht (im Kapitel 36B) nennt als Namen der Hauptstadt die Stadt Kuei-shan (Guishuang). Von den 300.000 Einwohnern können 60.000 Waffen tragen.

## Der Bericht im Bei Shi
Im Geschichtswerk Bei Shi, verfasst etwa 643 und 659 n. Chr., wird das ehemalige Dayuan nun unter dem Namen Lona erwähnt. Als Hauptstadt wird weiterhin Guishuang angegeben. Demnach war das Königreich Lona seit 23 n. Chr. ein Vasall von Yarkant und später von Kaschgar, erkannte aber weiterhin die Han als Oberherrn an.

## Das Ferghanatal
Das Ferghanatal (auch Ferganatal, beides nach dem Russischen, eigentlich Farghonatal) ist ein von Gebirgen umgebenes Becken in Zentralasien, das etwa 100 Kilometer breit (in Nord-Süd-Erstreckung) und 300 Kilometer lang (von Osten nach Westen) ist. Es ist in allen Richtungen, außer nach Westen hin, von hohen Gebirgsketten eingefasst und dadurch isoliert. Das Becken ist kein Flusstal im engeren Sinne, obwohl sich hier die Flüsse Naryn und Karadarja zum Syrdarja, einem der großen Flüsse des ariden Zentralasiens, vereinigen. Von Natur aus eine Halbwüste in einer Höhenlage von ca. 400 bis 500 Meter, ist es durch die zahlreichen von den Gebirgen herabströmenden Flüsse geeignet zum Ackerbau durch Bewässerungswirtschaft, der hier sehr ertragreich ist. Heute wird hier vor allem Baumwolle angebaut. Heute ist das Tal dicht besiedelt und gehört zu den Regionen mit der weltweit höchsten Bevölkerungsdichte, obwohl nicht sehr ausgedehnt, leben hier 12 Millionen Menschen, die sich auf drei Länder verteilen: Usbekistan (etwa ein Viertel der Bevölkerung), Tadschikistan und Kirgistan (jeweils etwa ein Drittel der Bevölkerung). Die Aufteilung geht dabei auf die sowjetische Zeit zurück, historisch war das Tal meist eine Einheit. Das Ferghanatal ist eine der durch seit der Bronzezeit praktizierte Bewässerungswirtschaft zum Ackerbau geeigneten Fluss-Oasen Zentralasiens, auf die die sesshafte Population angewiesen war. In den Steppen, Wüsten und Halbwüsten abseits der bewässerbaren Flächen ist nur Weidewirtschaft möglich, historisch (seit der Frühen Eisenzeit) praktiziert durch Hirtennomaden.
Nordwestlich benachbart, aber durch hohe Berge getrennt, liegt benachbart die Oase von Taschkent, zur Zeit der Reise von Zhang Qian das Zentrum des Reichs der Kangju. In den historischen Quellen wird in dieser Landschaft die Heimat des Nomadenvolks der Saken, in westlichen Quellen auch Skythen genannt, in chinesischen Quellen Sai, verortet. Westlich liegt die Flussoase des antiken Sogdien mit dem Zentralort Marakanda, dem Vorläufer des späteren Samarkand.

### Archäologische Zeugnisse
Städte, oder zumindest ummauerte stadtähnliche Ansiedlungen, sind im Ferghanatal seit der Spätbronzezeit nachgewiesen. Die ausgegrabenen Siedlungshügel der ummauerten Großsiedlungen Dal’verzin, Čust und Oš aus der zweiten Hälfte des zweiten und dem beginnenden ersten Jahrtausend vor Christus werden der Čust-Kultur zugeordnet (auch: Chust-Kultur oder Tschust-Kultur, benannt nach der Stadt Chust). Insgesamt sind heute etwa 80 Siedlungsplätze dieser Kultur bekannt, typischerweise an den Flüssen, in jeweils 20 bis 30 Kilometer Entfernung. In Oš (Osch) bestand am Berg Suleiman-Too eine Siedlung um ein Heiligtum, die terrassenförmig um einen Berg angelegt war. Der Platz blieb ein heiliger Ort durch die islamische Epoche bis heute.
Die Čust-Kultur gehört in einen Kreis verwandter Kulturen, die sich durch bemalte Keramik auszeichnen, zeigt aber eigenständige Züge. Die darauf direkt folgende Ejlatan-Kultur (auch Eilatan oder Eilatan-Akban) wird bereits der frühen Eisenzeit zugerechnet. Gefunden wurden bei Ausgrabungen große, stadtartige Niederlassungen mit von Türmen besetzten Lehmziegelmauern. Grabhügel (in Zentralasien Kurgan genannt), die den Saken zugeschrieben werden, fanden sich nur in den umgebenden Gebirgen. Vom 4. Jahrhundert v. Chr. bis zur Zeitenwende wird eine Šurabašat-Periode unterschieden. Die Motive der bemalten Keramik, die in dunkelroter, brauner oder auch fast schwarzer Farbe aufgetragen wurden, lassen noch gewisse Traditionen aus Ejlatan erkennen, doch wird die Ornamentik insgesamt linearer und komplexer im Aufbau, als dies bei den früheren Kulturen der Fall war. Die namengebende Siedlung Šurabašat war 70 Hektar groß, die meisten befestigten Siedlungen wiesen aber nur 5 bis 8 Hektar Fläche auf. Gegen Ende wird eine Marchamat-Zeit abgetrennt, deren namensgebende Siedlung eine 40 Hektar große Stadt mit einer mächtigen, mit Türmen versehenen Mauer war, zudem war eine erhöhte Zitadelle abgetrennt. Neben zahlreichen kleineren ummauerten Plätzen bestanden zahlreiche offene, unbefestigte Siedlungsplätze. in dieser Zeit fanden sich auch im Ferghana-Tal große Kurgane einer nomadisierenden Viehzüchter-Kultur, die mit den Oasensiedlungen regen Austausch betrieb.
Die Oasensiedlungen des Ferghana-Tals sind also kulturell eigenständig und gegenüber den benachbarten Oasensiedlungen, etwa in Sogdien, klar differenziert. Sie bestanden in dieser Form, unabhängig von möglichen wechselnden Herren, bis in die frühislamische Zeit fort. Selbst der Einschnitt des ersten Türk-Kaganats in der Mitte des 6. Jhs. n. Chr. ging an der materiellen Kultur nahezu spurlos vorbei. Ein markanter Wechsel war erst mit der islamischen Eroberung verbunden.
Naturgemäß bestand seit jeher ein großes Interesse, die in den chinesischen Quellen erwähnten Städte bekannten archäologischen Stätten zuzuordnen. Da es in den Ausgrabungen keinerlei erhaltene Schriftzeugnisse und keine verwertbaren Münzfunde gibt, müssen sie spekulativ bleiben. Ershi wurde in Ura-Tjube in Osch oder in Khokand gesucht, am weitesten verbreitet ist die Gleichsetzung mit der Ausgrabungsstätte Mingtepa bei der heutigen Stadt Andijon. Yucheng wurde in Uzgen (oder dem nahe gelegenen Shurabashat) oder ebenfalls in Osch gesucht. Guishuang wurde am Mugtepa (in Ura-Tjube) gesucht.
Im Gegensatz zu baktrischen Siedlungen wie dem monumentalen Herrschersitz Ai Khanoum im heutigen Nord-Afghanistan oder den Bergfestungen Kurgansol und Uzundara an der Nordgrenze Baktriens (im heutigen Süd-Usbekistan) fehlen im Ferghana-Tal hellenistische Funde vollständig. Die am weitesten vorgeschobenen Funde stammen aus Chudschand am äußersten westlichen Rand des Ferghanatals, wo zwei gestempelte Amphorenhenkel gefunden wurden. Viele Forscher vermuten hier die hellenistische Gründung Antiochia Scythica.

## Beziehungen nach Westen
Über Zentralasien in der Antike wissen wir durch griechische und römische Historiker und Geographen. Allerdings sind deren Berichte lückenhaft und teilweise schwer interpretierbar. Besonderes Interesse fand von jeher (und bis heute) der Eroberungszug Königs Alexanders von Makedonien, meist Alexander der Große genannt. Die darin erwähnten Städte und anderen Orte sind aber, mit wenigen Ausnahmen, nur schwer zu lokalisieren, wodurch es zahlreiche einander widersprechende Rekonstruktionen etwa des Feldzugs nach Zentralasien gegen den Satrapen von Baktrien, Bessos, gibt. Auch die fünf von ihm gegründeten, alle Alexandria genannten Städte konnten bis heute sämtliche nicht sicher lokalisiert werden. Ein Königreich Dayuan oder eine ihm entsprechende Einheit oder überhaupt sicher auf das Ferghanatal zu beziehende Angaben sind in den Werken der Historiker nicht enthalten, was naturgemäß breiten Raum für Spekulationen lässt.

### Achämenidenreich
Vor dem Alexanderzug war Sogdien eine der Satrapien genannten Provinzen des Achämenidenreichs. Der Begründer des Großreichs, Kyros II., hatte zu einem unbekannten Zeitpunkt (um 540 v. Chr.) Baktrien und vermutlich auch Sogdien erobert. Nach dem Zeugnis des Geschichtsschreibers Herodot wurde Kyros im Jahr 530 bei einem Feldzug gegen die Reiternomaden-Konföderation der Massageten getötet (das Siedlungsgebiet der Massageten lag nach Herodot östlich des Araxes). Dennoch wird meist angenommen, dass die Perser anschließend die Oasenkulturen Zentralasiens fest in der Hand behielten und hier eine zentralisierte Verwaltung mit schriftlichen Dokumenten aufbauten, dies wird aber teilweise auch bestritten, da sich in der materiellen Kultur keine Spur einer persischen Präsenz, wie entsprechende Keramik (archäologisch: Yazd III) findet. Einige bringen zeitlich in etwa passende Zerstörungsschichten von Städten und Festungen wie Bandychan (Majdatepe, am Surchundarja) oder Kyzyltepa mit der Eroberung in Zusammenhang. Als Militärstützpunkt zur Sicherung der Grenze gegen die Saken (und Herrschaftsmittelpunkt für „Scythia intra fines“) ließ Kyros die Festungsstadt Cyropolis (oder Cyreschata) errichten (die später von Alexander erobert und zerstört wurde), diese wird von vielen Forschern am Nurtepa bei Ura-Tjube, also am westlichsten Rand des Ferghanatals, lokalisiert. Ob die Landschaften dahinter, und damit auch das Ferghanatal selbst, Bestandteil des Achämenidenreichs waren, ist damit nicht sicher anzugeben, da es weder archäologische noch schriftliche Belege dafür gibt.

### Alexanderzug und die Gründung von Alexandria Eschate
Alexander der Große führte seinen Feldzug in Zentralasien zunächst, um Bessos, ehemals Satrap von Baktrien, zu verfolgen, der sich in den bisher noch nicht vom makedonischen Heer erreichten Reichsteilen zum Großkönig hatte ausrufen lassen. Aus Baktrien zog er sich nach Norden nach Sogdien zurück, verfolgt vom makedonischen Heer. 329 v. Chr. meuterten die Truppen des Bessos wegen dessen andauernder Erfolglosigkeit, Bessos wurde an Alexander ausgeliefert und hingerichtet. Um seine Herrschaft zu festigen, marschierte er weiter in die Hauptstadt der Satrapie, Marakanda. Unterwegs wurde er von lokalen Kräften angegriffen. Mit dem Hauptheer marschierte er weiter zur Nordgrenze des Achämenidenreichs am Fluss Jaxartes. Grund war auch ein möglicher Einfall eines Heers der Saken, die mit Bessos verbündet waren. Nach der Anábasis des Arrian gründete er dort, direkt am Fluss eine Stadt, genannt Alexandria Eschate (griechisch Αλεξανδρία Έσχατη, „Alexandria die Äußerste“). Hier siedelte er verwundete makedonische Soldaten, einige griechische Söldner sowie lokale Freiwillige als Bewohner an. Nach dem Bericht des Curtius Rufus soll die Stadt an der Stelle seines Heerlagers entstanden sein, der Bau der Wälle habe nur 17 Tage gedauert.
Von hier aus begann er, das umliegende Land zu unterwerfen. Dabei ließ er Kyropolis durch seinen Unterfeldherrn Krateros belagern und eroberte die Stadt, nachdem er selbst andere Städte und Festungen erstürmt hatte. Dabei sollen angeblich sowohl er selbst wie auch Krateros verwundet worden sein.
Währenddessen hatte in seinem Rücken der einheimische Adlige Spitamenes einen Aufstand angezettelt. Alexander sandte deshalb eine Heeresabteilung unter dem Feldherrn Pharnuches zurück Richtung Marakanda. Er selbst blieb zunächst vor Ort. Hier schlug er (immer noch im selben Jahr 329) eine Schlacht gegen die Saken, die sich am Nordufer des Jaxartes mit ihrem Heer gesammelt hatten, um den Bau von Alexandria Eschate zu behindern. Es gelang ihm, den Fluss mit Booten zu überqueren und diese zu besiegen, woraufhin der Anführer ihm Gefolgstreue schwor. Später ließ er die Region unter dem Befehl eines gewissen Amyntas und zog weiter Richtung Indien.
Da die Schlacht am Jaxartes gegen die Saken die einzige Gelegenheit blieb, bei der Alexander mit seinem Heer den Jaxartes überschritt, ist es sicher, dass weder er noch seine Soldaten das innere Ferghanatal selbst betreten haben. Äußerster nördlicher Punkt seines Eroberungszugs war die neu gegründete Stadt Alexandria Eschate. Es gibt daher ein großes Interesse daran, die Lage dieser Stadt zu lokalisieren. Allerdings ist unklar, wie lange sie überhaupt Bestand hatte. Zudem ist ihre Lage bis heute zwischen verschiedenen Historikern und Archäologen umstritten. Die Stadt soll dem Bericht nach auf dem linken Ufer des Jaxartes gelegen haben (während sie nach Claudius Ptolemäus nicht an einem Fluss gelegen sei). Viele Historiker lokalisieren sie, der Plausibilität der Angaben bei Arrian folgend, in Chudschand. Rolf Strootmann, ein Experte für die Zeit des Hellenismus, ist der Ansicht, sie habe in Chudschand gelegen, sei aber untergegangen und vom Seleukiden Antiochos I. unter dem Namen Antiochia in Skythien (Αντιόχεια της Σκυθίας) an selber Stelle wiedergegründet worden, dies wird aber im selben Werk von Svetlana Gorshenina und Claude Rapin sowie von Bertille Lyonnet explizit bestritten (ihnen zufolge sei Chudschand Antiochia gewesen, Alexandria müsse andernorts gelegen haben). Die Gleichsetzung wird aber vor Ort vehement unterstützt, im Historischen Museum von Chudschand ist ein Raum Alexander gewidmet.

### Hellenismus
Das Reich Alexanders zerfiel unmittelbar nach seinem Tod im Jahr 323 v. Chr., seine Herrschaft in Zentralasien als (auch selbst so stilisierter) Nachfolger der Achämeniden hat also nur 6 Jahre gedauert. Die Generale und Unterführer seines Heeres, genannt die Diadochen, begannen sofort, Kriege gegeneinander zu führen, um sich das Erbe, oder zumindest Teile davon, für sich selbst zu sichern. Aus den Diadochenkriegen (vgl. Chronologie der Diadochenkriege) ging im Zentralgebiet des alten Achämenidenreichs, einschließlich seiner zentralasiatischen und indischen Besitzungen, Seleukos I. Nikator als Sieger hervor und begründete das Seleukidenreich. Zunächst eine Großmacht, verlor das Reich durch den Aufstieg der Arsakiden, die das Partherreich begründeten (etwa 140 bis 130 v. Chr.), seine bis dahin verbliebenen östlichen Reichsteile, es überdauerte noch einige Zeit als Regionalmacht im östlichen Mittelmeerraum, bis es von den Römern erobert wurde. Durch den Einfluss des Alexanderzugs und der Diadochenreiche gelangte griechischer Einfluss, auch kulturelle und künstlerische Anregungen, bis nach Zentralasien und Indien. Diese Epoche wird danach Hellenismus  (nach altgriechisch Ἕλληνες Héllēnes als Name für die Griechen) benannt. Die gewaltige Ausdehnung des Seleukidenreichs (von West nach Ost etwa 5000 Kilometer) machte aber eine direkte Kontrolle im weit entfernten Zentralasien von Anfang an schwierig. Der kulturelle Einfluss überdauerte aber den politischen, so ist etwa auch das Partherreich hellenistisch beeinflusst. Auch ohne direkte Kontrolle konnten lokale Eliten sich selbst „griechisch“ stilisieren und so an überregionalen Legitimations- und Herrschaftsnetzwerken teilhaben und sich so etwa von lokalen Konkurrenten absetzen. Gerade die Seleukiden betonten dabei stark die Bedeutung ihres Reichsgründers Seleukos, den Einfluss Alexanders spielten sie eher herunter.
Zu den nachweisbaren griechischen Einflüssen in Zentralasien gehört die griechische Sprache (in einer Koine genannten Form) und vor alle die griechische Schrift, die an die lokale baktrische Sprache angepasst wurde, die Gründung von Städten, möglicherweise beeinflusst durch das griechische Modell der Polis, in Einzelbeispielen auch in spezifischen Bauformen, Formen der herrscherlichen Repräsentation, etwa in der besonderen Form der Münzprägungen mit Bildnis des Herrschers, und kulturelle Einflüsse wie die Bildhauerei mit Säulenkapitellen oder vollplastischen Skulpturen, spezifischen Dekorationsformen von Metallarbeiten und Keramiken. Vermittelt über Zentralasien gelangten wenige davon sogar bis China und beeinflussten die dortige Kultur. Da allerdings in Zentralasien auf Leder, und damit auf vergänglichem Material, geschrieben wurde, haben sich nur sehr wenige Schriftzeugnisse erhalten. Der Gebrauch der griechischen Sprache verliert sich während der Regierungszeit der ersten Kuschana-Herrscher in den ersten nachchristlichen Jahrhunderten, die griechische Schrift blieb in Baktrien aber bis in die Zeit der islamischen Eroberung in Gebrauch. Die nördlich davon lebenden Sogder, zu deren Kulturraum auch das Ferghanatal gehörte, verwendeten hingegen ein eigenes, vom aramäischen abgeleitetes Schriftsystem (Sogdische Schrift).
Zum Reich des Königs (basileus) Seleukos I. gehörten die drei zentralasiatischen Satrapien Parthien, Baktrien und Sogdien (die Satrapie der Paropamisaden war schnell untergegangen, weitere Gebiete, u. a. Arachosien wurden von Seleukos I. an die indischen Maurya abgetreten). Neben den makedonischen oder iranischen Oberherrn blieben aber lokale Adlige als Machthaber (griechisch Hyparchen genannt) bestehen, viele von ihnen vermutlich bruchlos gegenüber dem Achämenidenreich, wenn sie den neuen Herrschern Treue schwörten und Tribute zahlten. Zudem waren Seleukos´ Nachkommen durch dessen Heirat mit Apama (basilissa, also Königin, genannt), der Tochter des Spitamenes, selbst zur Hälfte zentralasiatische Fürsten.
Die Herrschaft der Seleukiden bis nach Sogdien war wohl zunächst unangefochten. Der örtliche Satrap der gemeinsamen Provinz Baktrien-Sogdien, Demodamas von Miletos, führte etwa 294 v. Chr. einen Feldzug über den Jaxartes hinweg. Seleukos´ Sohn, Antiochos I., zu Lebzeiten seines Vaters Vizekönig der „oberen“ Satrapien in Asien, festigte die dortige Herrschaft durch Bau von Straßen und Festungen. Ob er dabei griechische Söldner oder Kolonisten einsetzte, wie einige Historiker mutmaßen, ist Spekulation, da keine Quellen darüber berichten. Zumindest zeigt das frühe dritte Jahrhundert v. Chr. nach dem archäologischen Zeugnis eine rege Bautätigkeit in der Region, allerdings vor allem in Marakanda und den Gebieten am westlichen Serafschan, der Stadt Merv und der Margiana und den Gebirgspässen zwischen Baktrien und Sogdien. Hellenistische Zeugnisse aus den östlichen Grenzregionen, auch dem Ferghanatal, sind bisher nur wenige verstreute Einzelfunde.
Das Seleukidenreich wurde in den folgenden Zeiten durch interne Macht- und Nachfolgekämpfe und permanente Kriege mit seinen Erzfeinden, den Ptolemäern, zerrissen. Lokale Machthaber erlangten dadurch hohe Eigenständigkeit, auch wenn sie zunächst noch formal die Seleukiden als Oberherrn anerkannten. Der semi-selbständige Satrap der Satrapie Parthien, Andragoras, wurde schließlich durch die Nomadenkonföderation der Parner unter ihrem König Arsakes I. beseitigt, der damit das Partherreich mit der Dynastie der Arsakiden begründete. Der Satrap von Baktrien Diodotos I. begann ebenfalls Münzen mit seinem Herrscherbild zu prägen, auch wenn er zunächst vermied, sich als König zu bezeichnen. Sein Sohn Diodotos II. nannte sich dann selbst König und begründete so ein Griechisch-Baktrisches Königreich. Diodotos wurde von Euthydemos I. gewaltsam beseitigt. Viele Historiker nehmen an, dass seine Hauptstadt in Ai Khanoum, unter dem späteren Namen Eukratideia, gelegen hätte. Zwar gelang es dem Seleukiden Antiochos III. in den Jahren 212 v. Chr. bis 205 v. Chr. noch einmal in einem großen Feldzug, große Teile Zentralasiens für die Seleukiden zurückzugewinnen. Er belagerte Euthydemos mehrere Jahre in der alten Hauptstadt der Satrapie, Baktra (heute Balch in Afghanistan), musste sich aber schließlich mit der Anerkennung als Oberherr durch Euthydemos, der an der Macht blieb, zufriedengeben. Nach einer kurzen Machtentfaltung des Königreichs in den ersten Jahrzehnten des 2. vorchristlichen Jahrhunderts unter Demetrios, dem Sohn des Euthydemos und der Rebellion des Eukratides. Unter den Nachfolgern des Eukratides und des Euthydemos zerfiel das Griechisch-Baktrische Königreich. Die Anzahl und das Herrschaftsgebiet ihrer Nachfolger, meist nur durch ihre Münzbilder bekannt, ist ungewiss und umstritten. Sicher ist, dass in dieser Zeit, vermutlich aber schon zur Zeit des Euthydemos, die Kontrolle über Sogdien endgültig verlorenging. Damit endete der hellenistische politische Einfluss in der Region für immer. Die griechische Herrschaft in Baktrien endete zwischen 150 v. Chr. und 128 v. Chr. Griechische Kleinkönige konnten sich südlich des Hindukusch bis etwa in die Zeit von Christi Geburt halten.